# Campeonato Europeu de Montanha
O Campeonato Europeu de Montanha (CEM) (European Hill Climb Championship ou EHCC em inglês), é um campeonato de automobilismo sob a égide da FIA realizado na Europa, em estradas de montanha.
Ao contrário das corridas em circuito, cada piloto compete sozinho, a partir de um ponto de início na base de uma montanha, atingindo a meta próxima do topo da montanha. O campeonato europeu permite a participação de carros de fórmula (monolugares), sport-protótipos de cockpit aberto e carros de turismo, com vários graus de preparação técnica.

## Galeria

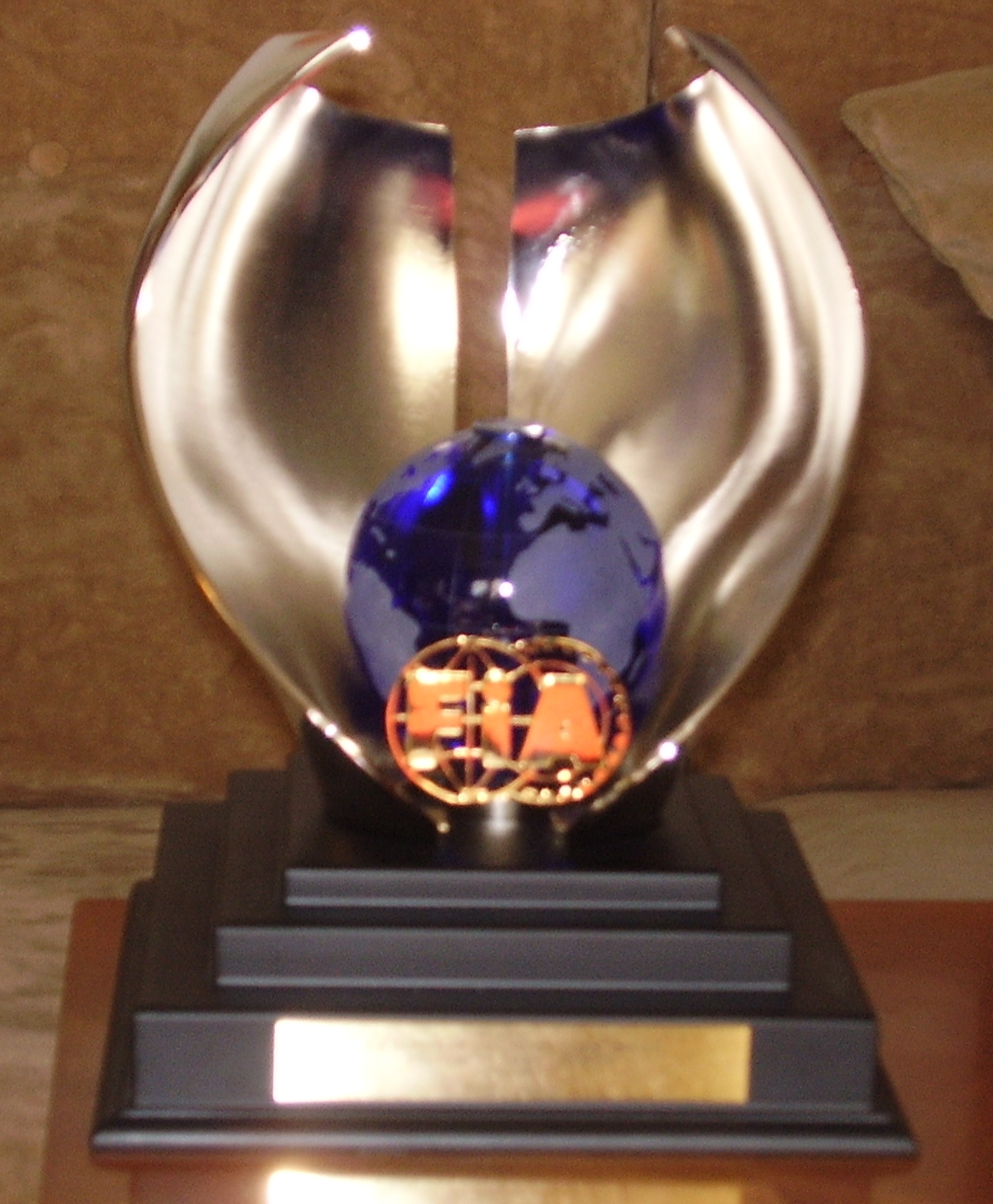

## Calendário 2016
| Ronda | Data             | Rampa                                                | Cidade               | País       |
| ----- | ---------------- | ---------------------------------------------------- | -------------------- | ---------- |
| 1     | 16 – 16 Abril    | Course de Côte Saint Jean du Gard - Col Saint Pierre | Saint-Jean-du-Gard   | França     |
| 2     | 23 – 24 Abril    | Grosser Bergpreis von Österreich                     | Tulwitz              | Áustria    |
| 3     | 7 – 8 Maio       | Rampa da Falperra                                    | Braga                | Portugal   |
| 4     | 14 – 15 Maio     | Subida Internacional al Fito                         | Parres               | Espanha    |
| 5     | 4 – 5 Junho      | Ecce Homo Sternberk                                  | Šternberk            | Chéquia    |
| 6     | 25 – 26 Junho    | Coppa Paolino Teodori                                | Ascoli Piceno        | Itália     |
| 7     | 9 – 10 Julho     | Limanowa                                             | Limanowa             | Polónia    |
| 8     | 16 – 17 Julho    | Dobsinsky Kopec                                      | Dobšiná              | Eslováquia |
| 9     | 30 – 31 Julho    | ADAC Glasbachrennen                                  | Steinbach, Eichsfeld | Alemanha   |
| 10    | 20 – 21 Agosto   | Course de côte St. Ursanne - Les Rangiers            | Saint-Ursanne        | Suíça      |
| 11    | 3 – 4 September  | GHD Ilirska Bistrica                                 | Ilirska Bistrica     | Eslovênia  |
| 12    | 17 – 18 Setembro | Buzetski Dani                                        | Buzet                | Croácia    |

## Campeões Europeus de Montanha 1957-
A lista mostra quem já tem títulos FIA
:
- EHCC : Campeonato Europeu de Montanha FIA
- FCUP : Taça Europeia de Montanha FIA
- FCHA : Desafio Internacional de Montanha FIA

| Época | Classe                                  | Piloto                                  | Carro                                   |
| ----- | --------------------------------------- | --------------------------------------- | --------------------------------------- |
| 2020  | Cancelado devido à pandemia de COVID-19 | Cancelado devido à pandemia de COVID-19 | Cancelado devido à pandemia de COVID-19 |
| 2019  | EHCC (Cat. I)                           | Lukáš Vojáček                           | Subaru Impreza WRX (Gr. A)              |
| 2019  | EHCC (Cat. II)                          | Christian Merli                         | Osella FA30 (Gr. E2-SS)                 |
| 2019  | EHCC (Cat. II)                          | Simone Faggioli                         | Norma M20 FC (Gr. E2-SC)                |
| 2018  | EHCC (Cat. I)                           | Lukas Vojacek                           | Subaru Impreza WRX (Gr. A)              |
| 2018  | EHCC (Cat. II)                          | Christian Merli                         | Osella FA30 (Gr. E2-SS)                 |
| 2017  | EHCC (Cat. I)                           | Erich Weber "Tessitore"                 | Audi R8 LMS (Gr. GT)                    |
| 2017  | EHCC (Cat. II)                          | Simone Faggioli                         | Norma M20 FC (Gr. E2-SC)                |
| 2016  | EHCC (Cat. I)                           | Nikola Miljkovic                        | Mitsubishi Lancer Evo IX (Gr. N)        |
| 2016  | EHCC (Cat. II)                          | Simone Faggioli                         | Norma M20 FC (Gr. E2-SC)                |
| 2015  | EHCC (Cat. I)                           | Igor Stefanovski                        | Mitsubishi Lancer Evo IX (Gr. N)        |
| 2015  | EHCC (Cat. II)                          | Simone Faggioli                         | Norma M20 FC (Gr. E2-SC)                |
| 2014  | EHCC (Cat. I)                           | Igor Stefanovski                        | Mitsubishi Lancer Evo IX (Gr. N)        |
| 2014  | EHCC (Cat. II)                          | Simone Faggioli                         | Norma M20 FC (Gr. E2-SC)                |
| 2013  | EHCC (Cat. I)                           | Tomislav Muhvić                         | Mitsubishi Lancer Evo IX (Gr. N)        |
| 2013  | EHCC (Cat. II)                          | Simone Faggioli                         | Osella FA30 (Gr. E2-SS)                 |
| 2012  | EHCC (Cat. I)                           | Dušan Borković                          | Mitsubishi Lancer Evo IX (Gr. N)        |
| 2012  | EHCC (Cat. II)                          | Simone Faggioli                         | Osella FA30 (Gr. E2-SS)                 |
| 2011  | EHCC (Cat. I)                           | Aleš Prek                               | Mitsubishi Lancer Evo IX (Gr. N)        |
| 2011  | EHCC (Cat. II)                          | Simone Faggioli                         | Osella FA30 (Gr. E2-SS)                 |
| 2010  | EHCC (Cat. I)                           | Roland Wanek                            | Mitsubishi Lancer Evo IX (Gr. N)        |
| 2010  | EHCC (Cat. II)                          | Simone Faggioli                         | Osella FA30 (Gr. E2M)                   |
| 2009  | EHCC (Cat. I)                           | Vaclav Janik                            | Mitsubishi Lancer Evo VIII (Gr. A)      |
| 2009  | EHCC (Cat. II)                          | Simone Faggioli                         | Osella FA30 (Gr. E2M)                   |
| 2009  | FCUP Region 1.                          | Dan Michl                               | Opel Michl (Gr. E1)                     |
| 2009  | FCUP Region 2.                          | Georg Plasa                             | BMW 320 Judd (Gr. E1)                   |
| 2009  | FCHA Region 1.                          | Rudi Bicciato                           | Mitsubishi Lancer Evo IX (Gr. N)        |
| 2009  | FCHA Region 2.                          | Rudi Bicciato                           | Mitsubishi Lancer Evo IX (Gr. N)        |
| 2008  | EHCC (Cat. I)                           | Miroslav Jakeš                          | Mitsubishi Lancer Evo IX (Gr. N)        |
| 2008  | EHCC (Cat. II)                          | Lionel Regal                            | Reynard 01L F3000 (Gr. E2)              |
| 2008  | FCUP                                    | Georg Plasa                             | BMW 320 Judd (Gr. E1)                   |
| 2008  | FCHA                                    | Laszlo Hernadi                          | BMW M3 (Gr. A)                          |
| 2007  | EHCC (Cat. I)                           | Peter Jureňa                            | Mitsubishi Lancer Evo IX (Gr. N)        |
| 2007  | EHCC (Cat. II)                          | Ander Vilariño                          | Reynard 01L F3000 (Gr. E2)              |
| 2007  | FCUP                                    | Georg Plasa                             | BMW 320 Judd (Gr. E1)                   |
| 2007  | FCHA                                    | Laszlo Hernadi                          | BMW M3 (Gr. A)                          |
| 2006  | EHCC (Cat. I)                           | Jörg Weidinger                          | BMW M3 (Gr. N)                          |
| 2006  | EHCC (Cat. II)                          | Giulio Regosa                           | Lola Cosworth B99/50 F3000 (Gr. E2)     |
| 2006  | FCUP                                    | Georg Plasa                             | BMW 320 Judd (Gr. E1)                   |
| 2006  | FCHA                                    | Laszlo Hernadi                          | BMW M3 (Gr. A)                          |
| 2005  | EHCC (Cat. I)                           | Jörg Weidinger                          | BMW M3 (Gr. N)                          |
| 2005  | EHCC (Cat. II)                          | Simone Faggioli                         | Osella PA21S (Gr. CN2)                  |
| 2005  | FCUP                                    | Ander Vilariño                          | Reynard 01L F3000 (Gr. E2)              |
| 2005  | FCHA                                    | Georg Plasa                             | BMW 320 Judd (Gr. E1)                   |
| 2004  | EHCC (Cat. I)                           | Robert Šenkýř                           | BMW M3 (Gr. A)                          |
| 2004  | EHCC (Cat. II)                          | Giulio Regosa                           | Osella PA20S BMW (Gr. CN)               |
| 2004  | FCHA                                    | Georg Plasa                             | BMW 320 Judd (Gr. E1)                   |
| 2003  | EHCC (Cat. I)                           | Robert Šenkýř                           | BMW M3 (Gr. A)                          |
| 2003  | EHCC (Cat. II)                          | Denny Zardo                             | Osella PA20S BMW (Gr. CN)               |
| 2003  | FCUP                                    | Laszlo Szasz                            | Reynard 93D F3000 (Gr. E2)              |
| 2002  | EHCC (Cat. I)                           | Piergiorgio Bedini                      | Ford Escort RS Cosworth (Gr. N)         |
| 2002  | EHCC (Cat. II)                          | Franz Tschager                          | Osella PA20S BMW (Gr. CN)               |
| 2001  | EHCC (Cat. I)                           | Niko Pulić                              | BMW M3 (Gr. A)                          |
| 2001  | EHCC (Cat. II)                          | Franz Tschager                          | Osella PA20S BMW (Gr. CN)               |
| 2000  | EHCC (Cat. I)                           | Niko Pulić                              | BMW M3 (Gr. A)                          |
| 2000  | EHCC (Cat. II)                          | Franz Tschager                          | Osella PA20S BMW (Gr. CN)               |
| 1999  | EHCC (Cat. I)                           | Niko Pulić                              | BMW M3 (Gr. A)                          |
| 1999  | EHCC (Cat. II)                          | Pasquale Irlando                        | Osella PA20S BMW (Gr. CN)               |
| 1998  | EHCC (Cat. I)                           | Otakar Krámský                          | BMW M3 (Gr. A)                          |
| 1998  | EHCC (Cat. II)                          | Pasquale Irlando                        | Osella PA20S BMW (Gr. CN)               |
| 1997  | EHCC (Cat. I)                           | Otakar Krámský                          | BMW M3 (Gr. A)                          |
| 1997  | EHCC (Cat. II)                          | Pasquale Irlando                        | Osella PA20S BMW (Gr. CN)               |
| 1996  | EHCC (Cat. I)                           | Bruno Houzelot                          | Ford Escort RS Cosworth (Gr. N)         |
| 1996  | EHCC (Cat. II)                          | Fabio Danti                             | Osella PA20S BMW (Gr. CN)               |
| 1995  | EHCC (Cat. I)                           | Otakar Krámský                          | BMW M3 (Gr. A)                          |
| 1995  | EHCC (Cat. II)                          | Fabio Danti                             | Lucchini P3-94M BMW (Gr. CN)            |
| 1994  | EHCC (Cat. I)                           | Josef Kopecký                           | Ford Escort RS Cosworth (Gr. N)         |
| 1994  | EHCC (Cat. II)                          | Francisco Egozkue                       | Osella PA9/90 BMW (Gr. C3)              |
| 1993  | EHCC (Cat. I)                           | Francis Dosieres                        | BMW M3 (Gr. A)                          |
| 1993  | EHCC (Cat. II)                          | Francisco Egozkue                       | Osella PA9/90 BMW (Gr. C3)              |
| 1992  | EHCC (Cat. I)                           | Francis Dosieres                        | BMW M3 (Gr. A)                          |
| 1992  | EHCC (Cat. II)                          | Andres Vilariño                         | Lola T298 Repsol (Gr. C3)               |
| 1991  | EHCC (Cat. I)                           | Iñaki Goiburu                           | BMW M3 (Gr. A)                          |
| 1991  | EHCC (Cat. II)                          | Andres Vilariño                         | Lola T298 Repsol (Gr. C3)               |
| 1990  | EHCC (Cat. I)                           | Francis Dosieres                        | BMW M3 (Gr. A)                          |
| 1990  | EHCC (Cat. II)                          | Andres Vilariño                         | Lola T298 Repsol (Gr. C3)               |
| 1989  | EHCC (Cat. I)                           | Francis Dosieres                        | BMW M3 (Gr. A)                          |
| 1989  | EHCC (Cat. II)                          | Andres Vilariño                         | Lola T298 Repsol (Gr. C3)               |
| 1988  | EHCC (Cat. I)                           | Giovanni Rossi                          | Renault 5 Maxi Turbo (Gr. B)            |
| 1988  | EHCC (Cat. II)                          | Mauro Nesti                             | Osella PA9 BMW (Gr. C3)                 |
| 1987  | EHCC (Cat. I)                           | Claude-François Jeanneret               | Audi Quattro A2 (Gr. B)                 |
| 1987  | EHCC (Cat. II)                          | Mauro Nesti                             | Osella PA9 BMW (Gr. C3)                 |
| 1986  | EHCC (Cat. I)                           | Claude-François Jeanneret               | Audi Quattro A2 (Gr. B)                 |
| 1986  | EHCC (Cat. II)                          | Mauro Nesti                             | Osella PA9 BMW (Gr. 6)                  |
| 1985  | EHCC (Cat. I)                           | Francis Dosieres                        | BMW 635 CSi (Gr. A)                     |
| 1985  | EHCC (Cat. II)                          | Mauro Nesti                             | Osella PA9 BMW (Gr. 6)                  |
| 1984  | EHCC (Carro de série)                   | Giovanni Rossi                          | BMW M1 (Gr. B)                          |
| 1984  | EHCC (Sports Car)                       | Rolf Göring                             | BMW M1 (Gr. B)                          |
| 1984  | EHCC (Carro de corridas)                | Mauro Nesti                             | Osella PA9 BMW (Gr. 6)                  |
| 1983  | EHCC (Carro de série)                   | Giovanni Rossi                          | BMW 528i (Gr. A)                        |
| 1983  | EHCC (Sports Car)                       | Rolf Göring                             | BMW M1 (Gr. 4)                          |
| 1983  | EHCC (Carro de corridas)                | Mauro Nesti                             | Osella PA9 BMW (Gr. 6)                  |
| 1982  | EHCC (Carro de série)                   | Herbert Hürter                          | Ford Escort RS (Gr. 1)                  |
| 1982  | EHCC (Carro de turismo)                 | Jacques Guillot                         | Porsche 930 (Gr. B)                     |
| 1982  | EHCC (Carro de corridas)                | Herbert Stenger                         | Ford Capri Turbo Zakspeed (Gr. 2)       |
| 1981  | EHCC (Carro de série)                   | Karl-Heinz Linnig                       | Porsche 930 (Gr. 3)                     |
| 1981  | EHCC (Carro de turismo)                 | Herbert Stenger                         | Ford Escort RS (Gr. 2)                  |
| 1981  | EHCC (Carro de corridas)                | Jean-Louis Bos                          | Lola T298 BMW (Gr. 6)                   |
| 1980  | EHCC (Carro de série)                   | Roland Biancone                         | Porsche 930 (Gr. 3)                     |
| 1980  | EHCC (Carro de turismo)                 | Jacques Alméras                         | Porsche 934 Turbo (Gr. 4)               |
| 1980  | EHCC (Carro de corridas)                | Jean-Marie Alméras                      | Porsche 935 K3 (Gr. 5)                  |
| 1979  | EHCC (Carro de série)                   | Romain Wolff                            | Ford Escort 2000 RS (Gr. 1)             |
| 1979  | EHCC (Carro de turismo)                 | Jacques Alméras                         | Porsche 934 Turbo (Gr. 4)               |
| 1979  | EHCC (Carro de corridas)                | Jean-Marie Alméras                      | Porsche 935 (Gr. 5)                     |
| 1978  | EHCC (Carro de série)                   | Herbert Stenger                         | Ford Escort RS (Gr. 1)                  |
| 1978  | EHCC (Carro de turismo)                 | Jacques Alméras                         | Porsche 934 Turbo (Gr. 4)               |
| 1978  | EHCC (Carro de corridas)                | Jean-Marie Alméras                      | Porsche 935 (Gr. 5)                     |
| 1977  | EHCC (Carro de série)                   | Anton Fischhaber                        | Porsche Carrera RS (Gr. 3)              |
| 1977  | EHCC (Carro de turismo)                 | Heinz-Jurgen Pöhlmann                   | Ford Escort 1800 RS (Gr. 2)             |
| 1977  | EHCC (Racing Car)                       | Mauro Nesti                             | Lola T296 BMW (Gr. 6)                   |
| 1976  | EHCC (Carro de série)                   | Jean-Claude Bering                      | Porsche Carrera RSR (Gr. 3)             |
| 1976  | EHCC (Carro de turismo)                 | Wilhelm Bartels                         | Porsche Carrera RSR (Gr. 5)             |
| 1976  | EHCC (Carro de corridas)                | Mauro Nesti                             | Lola T294 BMW (Gr. 6)                   |
| 1975  | EHCC (Carro de série)                   | Jean-Claude Bering                      | Porsche Carrera RSR (Gr. 3)             |
| 1975  | EHCC (Carro de turismo)                 | Willy Siller                            | BMW 2002 Ti (Gr. 5)                     |
| 1975  | EHCC (Carro de corridas)                | Mauro Nesti                             | Lola T294 BMW (Gr. 6)                   |
| 1974  | EHCC (Gran Turismo)                     | Anton Fischhaber                        | Porsche 911 Carrera (Gr. 4)             |
| 1974  | EHCC (Sports Car)                       | Juan Alfonso Fernández                  | Osella PA2 Abarth (Gr. 7)               |
| 1974  | EHCC (Carro de corridas)                | Robert "Jimmy" Mieusset                 | March 742 BMW (Gr. 8+9)                 |
| 1973  | EHCC (Gran Turismo)                     | Sepp Greger                             | Porsche Carrera (Gr. 4)                 |
| 1973  | EHCC (Sports Car)                       | Juan Alfonso Fernández                  | Porsche 908/3 (Gr. 7)                   |
| 1973  | EHCC (Carro de corridas)                | Robert "Jimmy" Mieusset                 | March 722 Ford (Gr. 8+9)                |
| 1972  | EHCC (Carro de série)                   | Helmut Mander                           | Opel Kadett (Gr. 2)                     |
| 1972  | EHCC (Gran Turismo)                     | Anton Fischhaber                        | Porsche 911S (Gr. 4)                    |
| 1972  | EHCC (Sports Car)                       | Franco Pilone                           | Abarth 2000 (Gr. 5+7)                   |
| 1972  | EHCC (Carro de corridas)                | Xavier Perrot                           | March 722 Ford (Gr. 8+9)                |
| 1971  | EHCC (Carro de série)                   | Walter Brun                             | BMW 2800 CS (Gr. 2)                     |
| 1971  | EHCC (Gran Turismo)                     | Wilhelm Bartels                         | Porsche 908 (Gr. 4)                     |
| 1971  | EHCC (Sports Car)                       | Johannes Ortner                         | Abarth 3000 (Gr. 5)                     |
| 1970  | EHCC (Serial Car)                       | Ernst FurtMaior                         | BMW 2800 CS (Gr. 2)                     |
| 1970  | EHCC (Gran Turismo)                     | Claude Haldi                            | Porsche 911S (Gr. 4)                    |
| 1970  | EHCC (Sports Car)                       | Johannes Ortner                         | Abarth 3000 (Gr. 5)                     |
| 1969  | EHCC (Carro de série)                   | Ernst FurtMaior                         | BMW 2002 Ti (Gr. 2)                     |
| 1969  | EHCC (Touring Car)                      | Arturo Merzario                         | Abarth 2000S (Gr. 4+6)                  |
| 1969  | EHCC (Gran Turismo)                     | Sepp Greger                             | Porsche 911T (Gr. 3)                    |
| 1969  | EHCC (Sports Car)                       | Peter Schetty                           | Ferrari 212E Montagna (Gr. 7)           |
| 1968  | EHCC (Serial Car)                       | Ernst FurtMaior                         | BMW 2002 Ti                             |
| 1968  | EHCC (Carro de Turismo)                 | Sepp Greger                             | Porsche Carrera 6 (Gr. S)               |
| 1968  | EHCC (Gran Turismo)                     | Holger Zarges                           | Porsche 911T                            |
| 1968  | EHCC (Sports Car)                       | Gerhard Mitter                          | Porsche 910 Bergspyder (Gr. P)          |
| 1967  | EHCC (Carro de Série)                   | Ignazio Giunti                          | Alfa Romeo GTA                          |
| 1967  | EHCC (Carro de Turismo)                 | Rüdi Lins                               | Porsche Carrera 6 (Gr. S)               |
| 1967  | EHCC (Gran Turismo)                     | Anton Fischhaber                        | Porsche 911S                            |
| 1967  | EHCC (Sports Car)                       | Gerhard Mitter                          | Porsche 910 Bergspyder (Gr. 7)          |
| 1966  | EHCC (Gran Turismo)                     | Eberhard Mahle                          | Porsche 911                             |
| 1966  | EHCC (Sports Car)                       | Gerhard Mitter                          | Porsche 910 Coupé (Gr. P)               |
| 1965  | EHCC (Gran Turismo)                     | Herbert Müller                          | Porsche 904                             |
| 1965  | EHCC (Sports Car)                       | Ludovico Scarfiotti                     | Ferrari Dino 206P                       |
| 1964  | EHCC (Gran Turismo)                     | Heini Walter                            | Porsche 904 GTS                         |
| 1964  | EHCC (Carros Desportivos)               | Edgar Barth                             | Porsche 904/8                           |
| 1963  | EHCC (Gran Turismo)                     | Herbert Müller                          | Porsche 356 Carrera GTL                 |
| 1963  | EHCC (Sports Car)                       | Edgar Barth                             | Porsche 718 WRS                         |
| 1962  | EHCC (Gran Turismo)                     | Hans Kuhnis                             | Porsche Carrera                         |
| 1962  | EHCC (Sports Car)                       | Ludovico Scarfiotti                     | Ferrari Dino 196SP                      |
| 1961  | EHCC (Gran Turismo)                     | Heinz Schiller                          | Porsche Carrera                         |
| 1961  | EHCC (Sports Car)                       | Heini Walter                            | Porsche RS61                            |
| 1960  | EHCC (Gran Turismo)                     | Huschke von Hanstein                    | Porsche Carrera                         |
| 1960  | EHCC (Sports Car)                       | Heini Walter                            | Porsche RS60                            |
| 1959  | EHCC (Sports Car)                       | Edgar Barth                             | Porsche RSK 1500                        |
| 1958  | EHCC (Sports Car)                       | Wolfgang von Trips                      | Porsche RSK                             |
| 1957  | EHCC (Sports Car)                       | Willy Daetwyler                         | Maserati 200SI                          |

## Década de 1930
O primeiro Campeonato Europeu de Hill Climbing foi disputado entre 1930 e 1933, sob a égide da Association Internationale des Automobile Clubs Reconnus (AIACR), a antecessora da FIA.

### Sumário
| Ano  | Campeão                                 | Campeão                          |
| Ano  | Carros de Corridas                      | Sports Car                       |
| ---- | --------------------------------------- | -------------------------------- |
| 1933 | Itália Carlo Felice Trossi · Alfa Romeo | Itália Mario Tadini · Alfa Romeo |
| 1932 | Rudolf Caracciola Alfa Romeo            | Hans Stuck Mercedes-Benz         |
| 1931 | Juan Zanelli Nacional-Pescara           | Rudolf Caracciola Mercedes-Benz  |
| 1930 | Hans Stuck Austro-Daimler               | Rudolf Caracciola Mercedes-Benz  |